# لوئیس بالباخ
لوئیس بالباخ (انگلیسی: Louis Balbach; ۲۳ مهٔ ۱۸۹۶ – ۱۱ اکتبر ۱۹۴۳) شیرجه‌رو اهل ایالات متحده آمریکا بود.